# Daedalma palacio
Daedalma palacio är en fjärilsart som beskrevs av Paul Dognin 1891. Daedalma palacio ingår i släktet Daedalma och familjen praktfjärilar. Inga underarter finns listade i Catalogue of Life.